# Juan Bautista del Vado
Juan Bautista del Vado y Gómez de la Cruz (Madrid, c. 1625 - Madrid, 22 de febrero de 1691), compositor, organista y violón de la Real Capilla y la Real Cámara.

## Biografía
Descendiente de músicos, por lo que su educación musical inicial la recibiría desde su propio hogar. Felipe del Vado, su padre, fue músico de violón, corneta y chirimía, además trabajaba para la cámara del rey, al igual que la familia de afamados violones de Catalina Gómez de la Cruz, su madre.
Hasta el 19 de agosto de 1650 no obtendrá una plaza en la Real Capilla, que será de interino y con la condición de «que  haya de acudir a casa del más antiguo violón a ejercitarse y que sea multado cuando faltare». Los nueve años anteriores, desde 1641 había estado tocando los instrumentos de la familia del violín y en ocasiones, Carlos Patiño, el maestro de la Real Capilla había reclamado sus servicios para la propia capilla o las máscaras. En 1655, gracias a que su madre dejó la plaza tras haber sido concebida como dote para tomar estado, Juan pasó a ocuparla en propiedad.
En 1654, los hermanos Juan y Bernabé del Vado fueron nombrados caballeros hidalgos de la nobleza de Madrid. Más tarde, Juan Bautista del Vado parece que fue nombrado oficialmente organista de la Real Capilla con dos plazas ordinarias, aunque ya lo había estado ejerciendo. Obtuvo una plaza de violón en la Real Cámara de la reina madre por sus aptitudes el 12 de noviembre de 1667.
Contrajo matrimonio con Isabel de Lazarrága, hija del músico de voz de contrabajo de la Real Capilla, Justo de Lazárraga. Tuvieron un hijo, Sebastián Francisco del Vado.
Fue maestro de música del joven rey Carlos II tres años desde 1677 hasta que se lo impidió la sordera y quedarse paralítico, había empeorado desde 1670. Solicitó una ayuda  al hallarse «en extremo pobre y necesitado, sin salud ni medios para mantenerse», pero se le denegó, ya que poseía dos plazas, dos distribuciones, 200 ducados de aumento, 250 ducados por violón de la Cámara y 500 por la Casa de Castilla. Componía canciones teatrales para conseguir incrementar sus ingresos, a la muerte de Juan Hidalgo en 1685, comenzó a tener más importancia en la corte. Tras su fallecimiento fue enterrado, como sus padres y su hermano, en el convento del Carmen Calzado.

## Obra

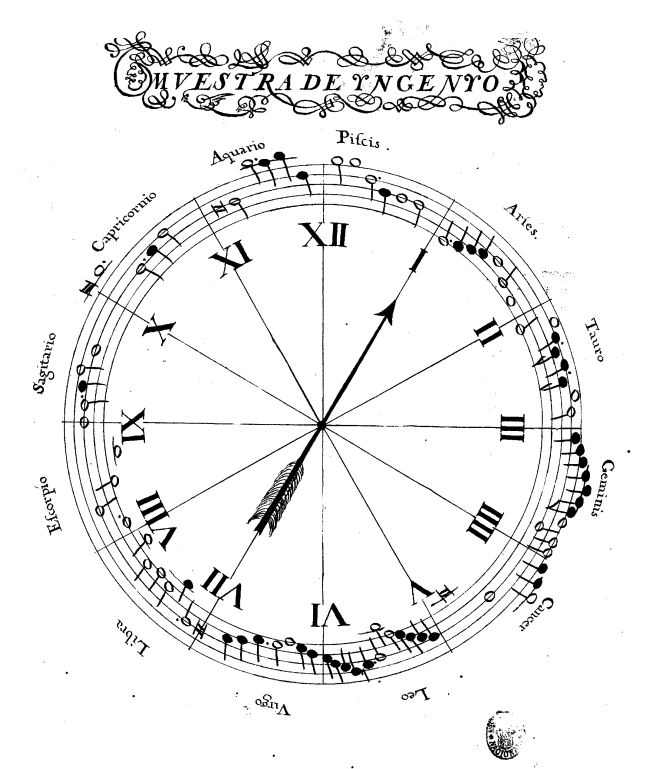
«Muestra de yngenio», en Misas de fassistor que compuso Don Juan del Vado

Fue reconocido en su obra y nombrado en épocas posteriores. En 1677 escribe obras y un tratado para arpa. En 1667 dedica a la reina Mariana un libro, aunque pudiera tener fines didácticos para Carlos II, Misas de facistol y cánones enigmáticos, el cual se encuentra en la Biblioteca Nacional de Madrid. Contiene ocho cánones enigmáticos que unen todas las artes, ejemplificando así el ideal barroco.
Con su misa Quasi turba exalta vocem tuam, innova introduciendo el clarín, que se estaba utilizando en la música profana y por ello trajo consigo polémica que fue resuelta. Compone misas para 4, 5 o 6 voces a pesar de que en la época se hacía en estilo policoral. Algunas de sus canciones profanas fueron importantes, fue el caso de Molinillo que muele amores, que aparece en Isidro labrador de Madrid (1605), obra de Lope de Vega, y Ruiseñor que volando vas, que empezó a componer Juan Hidalgo y acabó Juan del Vado tras su muerte, para Fieras afemina amor (1670), de Calderón de la Barca. 
Escribió un gran número de misas, entre las que se encuentran Ave Maris Stella 5V, órg, E:MN, Ave Maris Stella, 8V, E:Ac, Ave Virgo sanctissima, 6V, E:Ac. Algunos cánones como Armonía de Dios, E:Mn y El Hércules peregrino. También escribió tonos como A una garza, 4V, ac, E:E y En peso la noche, V, E:SE, E:V.
Su obra para órgano está compuesta por 4 tientos, en tablatura, que se hallan en un manuscrito de la Biblioteca pública municipal de Porto.
Juan del Vado dejó gran parte de su obra en su testamento a su hijo, Sebastián Francisco del Vado.